# Wild 9
Wild 9 (conosciuto con il titolo Wildroid 9 in Giappone) è un videogioco sviluppato dalla Shiny Entertainment per PlayStation, mentre una versione per Sega Saturn era stata pianificata ma non è stata mai pubblicata. Il suo gameplay è quello di un videogioco a piattaforme in 2D (con occasionali interruzioni nelle dimensioni). Il videogioco ruota intorno al personaggio controllato dal giocatore che utilizza quello che viene chiamato "RIG", una specie di lazo elettrico in grado di catturare oggetti e nemici. Grazie al RIG, gli oggetti possono essere spostati a proprio piacimento mentre i nemici possono essere distrutti. Ci sono anche livelli a caduta libera, dove il giocatore deve evitare degli ostacoli che troverà durante la caduta, e livelli di guida, in cui oltre a correre ed evitare gli ostacoli su pista bisognerà tentare anche di catturare il boss di fine livello.